# Zaljev Gökova
Zaljev Gökova  ili Zaljev Kerme (tur. Kerme Körfezi, grčki: Κεραμεικός κόλπος, lat. Ceramicus Sinus), dugačak je (100 km), uski zaljev Egejskog mora između poluotoka Bodrum i Datça u jugozapadnoj Turskoj.
Administrativno, obala zaljeva Gökova obuhvaća dijelove okruga, u smjeru kazaljke na satu, Bodrum, Milas, Muğla, Ula, Marmaris i Datça. Grčki otok Kos leži uz ulaz u zaljev.
Bodrum, koji se nalazi na njegovom sjeverozapadnom dijelu, danas je jedini veliki grad u zaljevu. U davna vremena, uz Halikarnas (današnji Bodrum), grad Ceramus, smješten na pola puta uz sjevernu obalu zaljeva i po kojem je zaljev dobio ime, također je bio važno urbano središte. Preko puta Ceramusa (Gereme) (u suvremenom mjestu Ören na maloj udaljenosti od južne obale zaljeva i nedaleko od njegovih rubnih voda, bilo je još jedno znamenito povijesno mjesto koje se u antičko doba nazivalo Cedrae. Cedrae se nalazio na otoku Sedir, koji su posjetitelji cijenili zbog svoje plaže, a neki ostaci još uvijek postoje.

## Etimologija
Aluvijalna ravan, koja se također naziva Gökova, a koja se proteže do kraja zaljeva, mjesto je gdje se nalaze naselja Akyaka i Gökova, a samo ih nekoliko kilometara dijeli. U tim se naseljima posljednjih godina znatno povećao broj stanovnika, a posebno je Akyaka postala rastuće središte turizma. Općine obaju ovih općina nedavno su osnovane. Ovise o gradu Ula kojemu se pristupa preko prijevoja Sakar na nadmorskoj visini od 670 metara i nudi impresivan pogled na zaljev. Do 1945. zaseoci po ravnici, većinom močvarna područja do tada malarična, bili su zajednički poznati kao Gökabad. Slijedom toga, zaljev i jedno od naselja počeli su se nazivati Gökova, izraz koji se često koristi za označavanje područja na kojem je Akyaka, a ne susjedno mjesto Gökova, zapravo istaknuto.
Ukratko, naziv Gökova (vjerojatno izveden iz Cove, oznake po kojoj je to područje bilo poznato u osmansko doba) spominje se kao "Djova" u nekim novijim engleskim navigacijskim kartama i naizmjenično se koristi za zaljev, za ravnicu na kraj istog zaljeva, za mjesto koje se nalazi u istoj ravnici, i kao ležeran izraz koji pokriva novo odmaralište sa središtem u obalnom gradu Akyaka. Karijsko grad Idyma, s akropole i glasoviti rock-grobnica, nalazi se na Kozlukuyu, Gökova grada, iz unutrašnjosti Akyaka. U davna vremena Akyaka je jednostavno bila predgrađe Kozlukuyua.

## Vanjske poveznice
- http://www.gokova.com
- http://www.akyaka.com.tr  Arhivirana inačica izvorne stranice od 11. svibnja 2020. (Wayback Machine) Akyaka Gökova in English and Turkish
- https://web.archive.org/web/20190507234807/http://gokovabelediyesi.com/ Gŏkova Town Website with photographs in English, Dutch, French, German and Turkish
- https://web.archive.org/web/20090527045125/http://e-turkey.net/v/mugla_gokovakorfezi/ Zaljev Gökova s fotografijama
- https://web.archive.org/web/20110712021918/http://www.gokovacevre.org/ The Gökova Environment Group's website in English
- https://web.archive.org/web/20100820020915/http://www.marmaristown.com/sightseeing/gokova.html Marmaris Sightseeing - Gokova